# Pueblo y Justicia
Pueblo y Justicia (en bosnio: Narod i Pravda, NiP) es un partido político de Bosnia y Herzegovina.

## Historia
Pueblo y Justicia fue fundado el 12 de marzo de 2018, después de que Elmedin Konaković renunciara totalmente del partido conservador bosnio Partido de Acción Democrática. El comité fundador se reunió el mismo día, en presencia de 60 fundadores, eligiendo como presidente a Konaković, como vicepresidentes a Senada Bosno y Elvedin Okerić y como secretario general a Mirza Selimbegović.
En las elecciones generales de 2018, el partido consiguió seis escaños en la Asamblea Cantonal de Sarajevo, dos escaños en la Cámara de Representantes de la Federación de Bosnia y Herzegovina, y un escaño en la Cámara de los Pueblos de la Federación de Bosnia y Herzegovina.
En las elecciones municipales de 2020, el partido significativamente incrementó su porcentaje de votos en la ciudad de Sarajevo, convirtiéndose en el partido más grande de esa ciudad.